# Nomenclàtor oficial de toponímia major de Catalunya
El Nomenclàtor oficial de toponímia major de Catalunya és un recull de topònims de Catalunya editat originàriament l'any 2003 per la Generalitat en col·laboració amb l'Institut d'Estudis Catalans i significativament ampliat el 2009. S'hi poden consultar les grafies dels topònims i la seva situació geogràfica en un complet atles cartogràfic a escala 1:50000. Dels noms de municipis i comarques també se'n pot saber l'ètim i, en la nova edició, la transcripció fonètica de la pronúncia segons el sistema AFI. Consta de 52 mil topònims.